# 查特胡奇普兰泰申
查特胡奇普蘭泰申（英語：Chattahoochee Plantation）是位於美國喬治亞州科布縣的一個非建制地區。該地的面積和人口皆未知。

## 地理
查特胡奇普蘭泰申的座標為33°56′30″N 84°24′48″W / 33.94167°N 84.41333°W，而該地的平均海拔高度為266米（即873英尺）。